# Gaintza (Navarre)
Pour les articles homonymes, voir Gaintza.
Gaintza est un village situé dans la commune d'Araitz dans la Communauté forale de Navarre, en Espagne. Il est doté du statut de concejo.
Gaintza est situé dans la zone linguistique bascophone de Navarre.

## Situation

Commune d'Araitz